# ARFU Asian Rugby Championship 2004
L'Asian Rugby Championship 2004 (in inglese 2004 ARFU Asian Rugby Championship) fu il 19º campionato asiatico di rugby a 15 organizzato dall'ARFU, organismo continentale di governo della disciplina.
Si tenne tra il 27 e il 31 ottobre 2004 a Hong Kong.
ARFU e International Rugby Board avevano introdotto modifiche nel torneo, ormai stabilmente parte del sistema di qualificazioni alla Coppa del Mondo: tra il 2003 e il 2004 si tenne una competizione senza titoli contintentali, chiamata Asian Series, che servì a determinare le fasce di merito delle 12 squadre nazionali da ripartire sulle tre divisioni (le due preesistenti più una nuova) di cui si compose il campionato asiatico a partire dall'edizione 2004.
Per tutte e tre le divisioni la formula adottata fu quella dell'eliminazione diretta in stile Final Four: le quattro squadre furono accoppiate due a due a seconda del proprio ranking internazionale; le vincitrici di ogni divisione disputarono la finale per il rispettivo titolo, le perdenti per la posizione di rincalzo. Nella prima divisione si assegnarono i posti dal primo al quarto, nella seconda dal quinto all'ottavo, nella terza dal nono al dodicesimo.
Il Giappone, impegnato in vari tour internazionali e nelle qualificazioni alla Coppa del 2007, mandò al torneo una propria squadra sperimentale ai cui giocatori non furono riconosciute presenze internazionali ma che, comunque, s'aggiudicò il titolo continentale per la quattordicesima volta.
Nella seconda divisione Singapore, dopo il rovescio di due anni prima, si riprese il titolo battendo 41-34 la Thailandia, mentre invece in terza divisione la finale per il nono posto fu vinta dalla Cina.

## Squadre partecipanti
| Divisione 1   | Divisione 2   | Divisione 3 |
| ------------- | ------------- | ----------- |
| Corea del Sud | Golfo Persico | Cina        |
| Giappone      | Kazakistan    | India       |
| Hong Kong     | Singapore     | Pakistan    |
| Taipei cinese | Thailandia    | Sri Lanka   |

## Divisione 1
|  | Semifinali    | Semifinali    | Semifinali  |             |               | Finale          | Finale          | Finale          |  |
|  |               |               |             |             |               |                 |                 |                 |  |
|  | Corea del Sud | Corea del Sud | 63          |             |               |                 |                 |                 |  |
|  | Corea del Sud | Corea del Sud | 63          |             |               |                 |                 |                 |  |
|  | Taipei cinese | Taipei cinese | 7           |             |               |                 |                 |                 |  |
|  | Taipei cinese | Taipei cinese | 7           |             | Corea del Sud | Corea del Sud   | 0               |                 |  |
|  |               |               |             |             | Corea del Sud | Corea del Sud   | 0               |                 |  |
|  |               |               | Giappone XV | Giappone XV | 29            |                 |                 |                 |  |
|  | Giappone XV   | Giappone XV   | Giappone XV | Giappone XV | 29            | 40              |                 |                 |  |
|  | Giappone XV   | Giappone XV   |             |             |               | 40              |                 |                 |  |
|  | Hong Kong     | Hong Kong     | 12          |             |               | Finale 3º posto | Finale 3º posto | Finale 3º posto |  |
|  | Hong Kong     | Hong Kong     | 12          |             |               |                 |                 |                 |  |
|  |               |               |             |             |               |                 |                 |                 |  |
|  |               |               |             |             |               | Taipei cinese   | Taipei cinese   | 7               |  |
|  |               |               |             |             |               | Taipei cinese   | Taipei cinese   | 7               |  |
|  |               |               |             |             |               | Hong Kong       | Hong Kong       | 63              |  |

## Divisione 2
|  | Semifinali    | Semifinali    | Semifinali |           |            | Finale 5º posto | Finale 5º posto | Finale 5º posto |  |
|  |               |               |            |           |            |                 |                 |                 |  |
|  | Thailandia    | Thailandia    | 37         |           |            |                 |                 |                 |  |
|  | Thailandia    | Thailandia    | 37         |           |            |                 |                 |                 |  |
|  | Kazakistan    | Kazakistan    | 36         |           |            |                 |                 |                 |  |
|  | Kazakistan    | Kazakistan    | 36         |           | Thailandia | Thailandia      | 34              |                 |  |
|  |               |               |            |           | Thailandia | Thailandia      | 34              |                 |  |
|  |               |               | Singapore  | Singapore | 41         |                 |                 |                 |  |
|  | Golfo Persico | Golfo Persico | Singapore  | Singapore | 41         | 6               |                 |                 |  |
|  | Golfo Persico | Golfo Persico |            |           |            | 6               |                 |                 |  |
|  | Singapore     | Singapore     | 32         |           |            | Finale 7º posto | Finale 7º posto | Finale 7º posto |  |
|  | Singapore     | Singapore     | 32         |           |            |                 |                 |                 |  |
|  |               |               |            |           |            |                 |                 |                 |  |
|  |               |               |            |           |            | Golfo Persico   | Golfo Persico   | 9               |  |
|  |               |               |            |           |            | Golfo Persico   | Golfo Persico   | 9               |  |
|  |               |               |            |           |            | Kazakistan      | Kazakistan      | 19              |  |

## Divisione 3
|  | Semifinali | Semifinali | Semifinali |           |      | Finale 9º posto  | Finale 9º posto  | Finale 9º posto  |  |
|  |            |            |            |           |      |                  |                  |                  |  |
|  | Cina       | Cina       | 50         |           |      |                  |                  |                  |  |
|  | Cina       | Cina       | 50         |           |      |                  |                  |                  |  |
|  | India      | India      | 15         |           |      |                  |                  |                  |  |
|  | India      | India      | 15         |           | Cina | Cina             | 30               |                  |  |
|  |            |            |            |           | Cina | Cina             | 30               |                  |  |
|  |            |            | Sri Lanka  | Sri Lanka | 16   |                  |                  |                  |  |
|  | Pakistan   | Pakistan   | Sri Lanka  | Sri Lanka | 16   | 3                |                  |                  |  |
|  | Pakistan   | Pakistan   |            |           |      | 3                |                  |                  |  |
|  | Sri Lanka  | Sri Lanka  | 75         |           |      | Finale 11º posto | Finale 11º posto | Finale 11º posto |  |
|  | Sri Lanka  | Sri Lanka  | 75         |           |      |                  |                  |                  |  |
|  |            |            |            |           |      |                  |                  |                  |  |
|  |            |            |            |           |      | Pakistan         | Pakistan         | 3                |  |
|  |            |            |            |           |      | Pakistan         | Pakistan         | 3                |  |
|  |            |            |            |           |      | India            | India            | 56               |  |